# Погореловский, Сергей Васильевич
Сергей Васильевич Погореловский (13 апреля 1910 года — 11 декабря 1995 года) — детский поэт, автор текстов песен, переводов, редактор детского отдела журнала «Нева». При жизни вышло около 70-ти книг поэта, в том числе на языках народов союзных республик и социалистических стран.

## Биография
Родился 13 апреля 1910 г. в Царском Селе в семье Василия Спиридоновича Погореловского и Нины Ивановны Погореловской, из рода польских князей Дульских. Отец умер в 1930 г., мать скончалась во время Великой Отечественной войны в 1943 году в эвакуации на Урале.
С детства страдал болезнью ноги и воспалением среднего уха, ослабившем слух. Рано и много начал читать. По окончании средней школы, окончил курсы газетных работников. Работая корреспондентом вечерней «Красной газеты» и газеты «Известия», писал очерк о мальчике с жеребёнком, а получил стихотворение «Подшефник». Оно было замечено С. Я. Маршаком и стало началом поэтической биографии. С 1940 г. был членом Союза писателей и плодотворно проработал в поэзии для детей более полувека.
В 1937 г. написал слова к песне о Дворце творчества на стихи И. О. Дунаевского и стихи к песне «Варя-повариха» на музыку Д. Левидова, а в 1939 году к сюите «Лагерная» на музыку М. Юдина.
Во время Великой Отечественной войны с матерью, женой и дочерью эвакуировался в г. Туринск, где работал в редакции. Вернувшись из эвакуации в 1944 г. в освобожденный г. Пушкин, семья поселилась в доме во фламандском стиле в коммунальной квартире на Новой улице, д. 28. Здесь родилась вторая дочь поэта и завязалась долгая дружба с соседями.
Будучи ещё с 1940-х гг. одним из первых владельцев автомобиля «Москвич», стал членом автоклуба, много путешествовал по стране и оставил путевые отчеты о Крыме, Кавказе, Молдавии, Закарпатье, Центральной России, Польше и Германии. Собрал коллекцию сувенирных ключей разных городов, их гербов и значков.
Писал в разных жанрах: стихи лирические и сатирические, переводы Григоре Виеру, Джанни Родари, Мирослава Флориана, либретто к детским операм «Коза-дереза», «Царевна-лягушка», «Кот Котофей» и другие, тексты к сюитам и детским песням. Стихотворение «Урожай» было издано отдельной книгой на пяти языках и частично вошло в школьные учебники. Трижды побывав на Кубе, читал свои стихи в школе, что находилась в помещении казарм Монкада и написал книгу «Хосе-Весельчак». Будучи редактором детского раздела журнала «Нева», проводил семинары для молодых литераторов, дав импульс творчеству Н. Пикулевой, М. Вейцмана.
Стихи Сергея Васильевича, иллюстрированные известными художниками, такими как В. А. Гальба, В. М. Конашевич, А. Ф. Пахомов, В. А. Чижиков, А. А. Лурье, Б. Г. Крейцер, Б. П. Степанцев  широко издавались в советское время. Наибольшую известность принесли песни «Ах, какой хороший Дедушка Мороз», (муз. В. Витлина), "Стой, кто идёт?" (муз. И. Дунаевского) и стихотворение «Имя», они исполняются детьми нескольких поколений.
Умер 11 декабря 1995 г, похоронен на Казанском кладбище в г. Пушкине.

## Стихи (избранная библиография)
- Друзья-товарищи. — М.-Л.: Детиздат ЦК ВЛКСМ, 1939.
- Наш первомай. — М.: Детиздат, 1939.
- Мы читаем. — М.: Детгиз, 1945.
- Игрушки. — М.: Детгиз, 1948.
- Новая школа. — М.-Л.: Детгиз, 1948.
- Часы. — Л.: Детгиз, 1948.
- Кораблик. — М.-Л.,: Детгиз, 1950.
- Ездим, плаваем, летаем. — М.-Л.: Детгиз, 1951.
- Урожай. — М.-Л.: Детгиз, 1952.
- Очень вкусно.- М.-Л.: Детгиз, 1952.
- Про девочек, про Маек. — М.: Росгизместпром, 1955.
- Сумей-ка. — М.: Росгизместпром, 1955. Художник М. Митурич.
- Очень вкусно. — Рига.: Латвийское гос. издательство, 1956. На латышском языке.
- Весна вокруг. — Л.: Детгиз, 1957.
- Унылый и Веселый. — Л.: Детгиз, 1958. Художник В. Гальба
- Веселые волшебники.- М.: Детский мир, 1961.
- Что рассказывают буквы. — Л.: Детгиз, 1961.
- Необыкновенный пожар. — М.: Детский мир, 1962.
- Маленькое и большое. — Л.: Детгиз, 1962.
- Вот куда летели рыбы. — Л.: Лениздат, 1963.
- По-своему. — М.: Малыш, 1964. Художник Б. П. Степанцев.
- В гостях у леса. — Л.: Детская литература, 1965.
- Снежная книжка. — Л.: Детская литература, 1965.
- Ай да город-городок! — М.: малыш, 1967.
- Волшебный сад. — М.: Малыш, 1967.
- Есть у бабушки сосед. — М.: Малыш, 1967.
- На зарядке на заре. — Л.: Детская литература, 1967.
- Поспешили — насмешили. — М.: Малыш, 1968.
- Вот что с буквами случилось. — Л.: Художник РСФСР, 1969. Художник Б. Крейцер.
- Сказка с былью подружились. — Л.: Детская Литература, 1969.
- В математике-стране. — Л.: Художник РСФСР, 1970 Художник в. Гальба.
- Вместе со всеми. — М.: Малыш, 1970. Художник А. Лурье.
- Позову-ка я медведя. — М.: Малыш, 1971.
- Рисуем строчками. — Л.: Художник РСФСР, 1971.
- Хосе-весельчак. — Л.: Детская литература, 1973.
- Превращенья, превращенья. — Л.: Детская литература, 1986.
- Воробей в тролейбусе. — Л.: Детская литература, 1990.
- О чём я мечтаю. — СПб: Гриф, Детгиз, 2009. Художник С. Баделина.
- Никогда не унывать. — СПб: Дом детской книги, 2014. Художник С Баделина.
- Трудное положение. — СПб: Речь, 2016. Художник В. Чижиков.
- Интересно выручать. — СПб: Дом детской книги, 2017. Художник С Баделина.

## Песни (избранная библиография)
- Песни для голоса с фортепьяно. — Л..: Музгиз, 1938. Муз. Д. Прицкера.
- Две детские песни для госа с фортепьяно. — Л.-М.: Искусство, 1938. Муз. Д. Прицкера.
- Варя-повариха. — Л.-М.: Госмузиздательство, 1939. Муз. Д. Левидова.
- Две детские песни для голоса с фортепиано. — Л.-М.: Гос. муз издательство, 1939. Муз. Б. Толмачеа.
- Шла колонна. — Л:.Л.. о Музфонда СССР, 1940. Муз. Н. Леви.
- Игрушки. — Л.-М.: Гос. муз издательство, 1939. Муз. В. Витлина.
- Сборник песен для хора с фортепиано. — Л.-М.: Гос. муз издательство, 1948.
- Стой! Кто идет? — Л:.Л. о Музфонда СССР, 1948. Муз. В. Соловьева-Седого.
- Красные звездочки. — Л.: Музфонд СССР, 1948. Муз. Р. Хейф.
- Будильник. — Л.: Союз советских композиторов, 1948. Муз. В. Витлина.
- Ах, какой хороший дедушка Мороз.- .Л: Музфонда СССР, 1948. Муз. В. Витлина.
- Пароходик. — Л.: Музфонд, 1948. Муз. Н. Леви